# 黒白水鏡
黒白水鏡（こくびゃくみずかがみ）とは、黄表紙の作品のひとつ。全二冊、天明9年（1789年）1月刊行。石部琴好作、北尾政演画。題名に「世直大明神/金塚之由来」の角書きが付く。

## あらすじ
鎌倉幕府は源頼朝公より数えて十代目の「当世公」の時代。将軍当世公は大の通人だったので、野暮なものはなくなって誰も彼も通な世の中。それで謀反を起そうという手合いもなく、軍用金も必要なくなり、幕府は金が有り余って仕方がないという有様となる。そこで町人たちに「ふんてう」と称して金を下賜することにしたが、庶民のほうでもどこも金が余っており、お上から金を下げ渡されてみな迷惑。じつは米も豊作過ぎて迷惑なほど余っている。
或る商家の亭主、これも金が余って困り、そこで少しでも金が減りますようにと、自分の代わりに番頭に目黒不動にまで行かせ、裸参り（寒い時分に裸になって行う願掛け）をさせる。ところがそこで泥棒に出会い…泥棒は裸でいた番頭に無理やり着物を着せ、ついでにその懐に金も入れて逃げた（泥棒も物と金が余って困っている）。その後もこの亭主はどうにかして金を減らそうと、博奕に手を出したり大金を借りなどしたがうまくゆかぬ。町人たちは困り果て、お上に有り余る米や金を始末してもらおうという話になった。
さて当世公は家臣たちを引連れ鷹狩りに出かけたが、そのあと吉原へ行くことになり家臣たちと吉原で遊ぶ。ところが当世公や家臣たちは全く女郎たちにもてず振られ、きまりが悪くなってこそこそと帰ったが、その中で佐野の介という家臣ばかりが女郎にもてて「次も来てね」と言われる。
通人の将軍様が吉原で女郎に振られたとは外聞が悪いので、なかった事にしてみな口をつぐんだ。ところが梶原景時の末孫で梶原かぬまの息子山二郎は、佐野の介が「また来てね」と女郎から文をもらったのをねたみ、それを騙し取って佐野の介を大いに侮辱したからさぁ大変、佐野の介と山二郎は殿中で大喧嘩。そして山二郎は佐野の介にぶたれる。この事が世間に広まると、かねて評判のよくなかった梶原親子の事なので、皆よい気味だと喜んだ。山二郎には平介という部屋住みの弟がいたがこの喧嘩の事を聞き、駆け付けようとして馬に乗っていたら真っ逆さまに落ちたので、喧嘩の場には行かず駕籠で帰った。
その後、人々の訴えを聞いた諸大名は幕府の「ふんてう」を止めさせた。当世公は吉原で女郎に振られた件が世間に知られて諸大名から諫言され、かぬまたちも当世公のお傍から遠ざけられる事となった。しかし余りの金の多さにはその置きどころもなく、致し方なく大和国吉野山にその金を埋め、その上に「金塚」という塚を建てた。その塚の上には「世直し大明神」という幟が立っており、それを見に行くと突き当たる…と思ったら、今まで見ていたのは全て夢だったのさ。

## 解説
本作『黒白水鏡』は、鎌倉幕府の源頼朝から数えて十代目の将軍の話としているが、それに仮託して田沼時代の世相や事件を風刺したものである。「十代目」の「当世公」とは徳川幕府十代将軍、徳川家治に他ならず、また当世公の側近として吉原にも共にゆく「梶原かぬま」も実は田沼意次の事、「かぬま」は田沼のもじりである。さらにそのせがれの「山二郎」とは、山城守の官位を称した田沼意知。すると殿中で喧嘩となり山二郎を殴ったという「佐野の介」も誰のことかは明らかで、意知は旗本の佐野政言から江戸城中にて刃傷を受け死亡している。佐野はこれにより切腹を言い渡されるが、当時の人々からは「世直し大明神」と呼ばれたという。本作の内容は、当時の事件や世相をかなり際どくうがってみせているのである。
佐野政言の事については、『蜘蛛の糸巻』（山東京山著）は次のように伝えている。天明4年（1784年）3月24日、城中より退出しようとする意知を佐野が斬り意知は翌日死亡。佐野は同年4月3日に幕府からの検使のもと切腹、佐野家は断絶、その後のことである。
『蜘蛛の糸巻』によれば同年春、米価が急騰していた。だが意知が佐野に斬られた次の日に、米価が下落する。これを江戸市中の人々は、佐野が意知を討ったおかげで米価が下がったと考え、その墓に貴賤老若が群をなして参拝し、「世直し大明神」と呼ぶに至ったのである。佐野の刃傷事件を記録する『営中刃傷記』も同様の話を伝えており、「浅草辺にては、佐野を世直し大明神と申す由、其所之者物語り也」と記している。
田沼意次が行った経済政策のひとつに、人々から「運上」すなわち今でいう税金を取ることがあり、これを幕府の財政に充てようとした。だがこれが世の人々の不満を招く。しかも凶作、飢饉が続いてその被害少なからず、米価も急騰するという時節である。佐野が「世直し大明神」と人々から呼ばれ持てはやされたのは、意次に対する不満や反発からであった。
天明6年には「貸金会所の法」が出され、農民、寺社、町人からそれぞれ金を出させて財政の一助とし、その中で町人は間口一間につき銀三匁を出せと命じている。本作に出てくる「ふんてう」とは運上のもじりで、天明6年に出された間口一間につき三匁の件も、「一間に付き何〆（貫）目づゞのふんてうを下され、諸商人（しょあきんど）、大きなる所は、たゞの御ふんてうのほかに、家割りまで割付けられ」云々とあり、それもお上から金を取られるのではなく、無理やり配られると逆さまな表現をして風刺している。ほかの場面で金や米が有り余って人々が困るというのも、同様の風刺である。
「世直し大明神」と呼ばれた佐野は『営中刃傷記』によれば、意知へ刃傷に及びその場で取り押さえられた時、「口上書」を懐中していた。それには意知が佐野家の系図を佐野から借りて返さなかったこと、将軍家治が木下川で狩をした折、供をしていた佐野が鳥を弓で射止めたのに、同じく供の意知がその場で佐野が射止めたのを認めなかったなど色々あって、無念の思いから意知への刃傷を決意したといった内容が綴られている。
本作では佐野の介（政言）と山二郎（意知）が喧嘩になった原因に吉原の女郎を絡め、女郎からの文を山二郎が奪ったとしているがこれは上記の系図の件のもじりであり、また当世公（家治）の鷹狩など、実際の事件について当て込んでいる。山二郎の弟平介が馬から落ちたというのは、意次の息子竜助が天明6年、落馬により死亡した件をうがつ。最後にかぬま（田沼）たちが当世公のそばから遠ざけられるのも、意次派の失脚をあらわしたものである。人々の訴えにより「ふんてう」を廃止し、当世公に諌言する諸大名というのは、じつは松平定信や一橋治済、徳川家斉のことではないかという見方がある。
作者石部琴好の素性については、『小説史稿』（関根正直著、明治23年〈1890年〉刊行）によれば本名は松崎仙右衛門、江戸本所亀沢町に住む幕府の御用商人だったという事くらいしかわかっていない。その立場から一般には知られぬ幕府の内情について、ある程度うかがえる人物ではなかったかと察せられ、戯作を専らとしない素人だったと考えられる。『黒白水鏡』も同時期に刊行された他の黄表紙と比べると、「黄表紙的なひねりが弱く、実録物に近くなっている」、全体の場面構成においてバランスに欠ける、「素人臭」があると評されている。本作の版元は明らかではなく、或いは挿絵の中に見える「伊勢屋」というのがそれかとも言われているが、定かではない。
本作の序文には「前後も知らず、長短もわからず、逆さに移りたわいなければ、その名をわびて水鏡と云（いふ）」とあり、本作の内容は物事の「黒白」も区別しがたい、物が逆さに映った「水鏡」のようなもの、ということである。要するにたわいもない内容の草双紙ですよと、幕府の取締りをかわしたつもりであったが、そうはいかなかった。『小説史稿』には、「忽ち絶版を命ぜられ、作者琴好の仙右衛門は、手鎖の後江戸払となり、政演の京伝も、過料（罰金刑）申付けられたり」とある。『黒白水鏡』は絶版、作者の琴好と挿絵を描いた政演（京伝）はそれぞれ処罰された。これ以後京伝は、黄表紙の創作で他の作者とは組まなくなり、また一時期、戯作には手を出さないと考えていたという。石部琴好こと松崎仙右衛門は、その名が再び世に出ることはなかった。